# Alexis Andreïevitch de Russie
Succession
Prétendant au trône de Russie
Depuis le 28 novembre 2021
(3 ans, 3 mois et 14 jours)
Alexeï Andreïevitch Romanov (en russe : Алексе́й  Андре́евич Рома́нов ; francisé en Alexis), prince de Russie, né le 27 avril 1953 à San Francisco, aux États-Unis, est un grand-duc de Russie qui appartient à la maison de Holstein-Gottorp-Romanov. Il est prétendant au trône de Russie. Il est considéré par une partie des monarchistes russes comme le chef de la maison impériale de Russie depuis le 28 novembre 2021. L'autre prétendante au trône est sa cousine Maria Vladimirovna Romanova (née en 1953 également, le 23 décembre).

## Biographie

### Famille
Il est le fils aîné du prince Andreï Andreïevitch et de sa première épouse, Elena Konstantinovna Dourneva. En 1959, après le divorce de ses parents, il reste avec sa mère. Il est par son arrière-grand-mère paternelle, la grande-duchesse Xenia Alexandrovna de Russie, l'arrière-petit-neveu de Nicolas II de Russie. Il est également un descendant de Christian IX, roi de Danemark. 

### Formation et carrière
En 1972, il est diplômé de St. Mary's College Hight School, puis fréquente l'université de Californie à Berkeley. Actuellement, Alexis Andreïevich possède sa propre entreprise, se consacre à la photographie et vit à Oakland, en Californie. Depuis 1980, il est membre de l'Association de la famille Romanov. Depuis le 28 novembre 2021, il est à la tête de la maison Romanov. 

### Mariage et descendance
Le 19 septembre 1987 à Oakland, il épouse Zoetta Leisy (née à Memphis, le 25 novembre 1956). Ils n'ont pas eu d'enfants.